# Mari Lwyd
 (décembre 2018).
Si vous disposez d'ouvrages ou d'articles de référence ou si vous connaissez des sites web de qualité traitant du thème abordé ici, merci de compléter l'article en donnant les références utiles à sa vérifiabilité et en les liant à la section « Notes et références ».
Pour les articles homonymes, voir Lwyd.

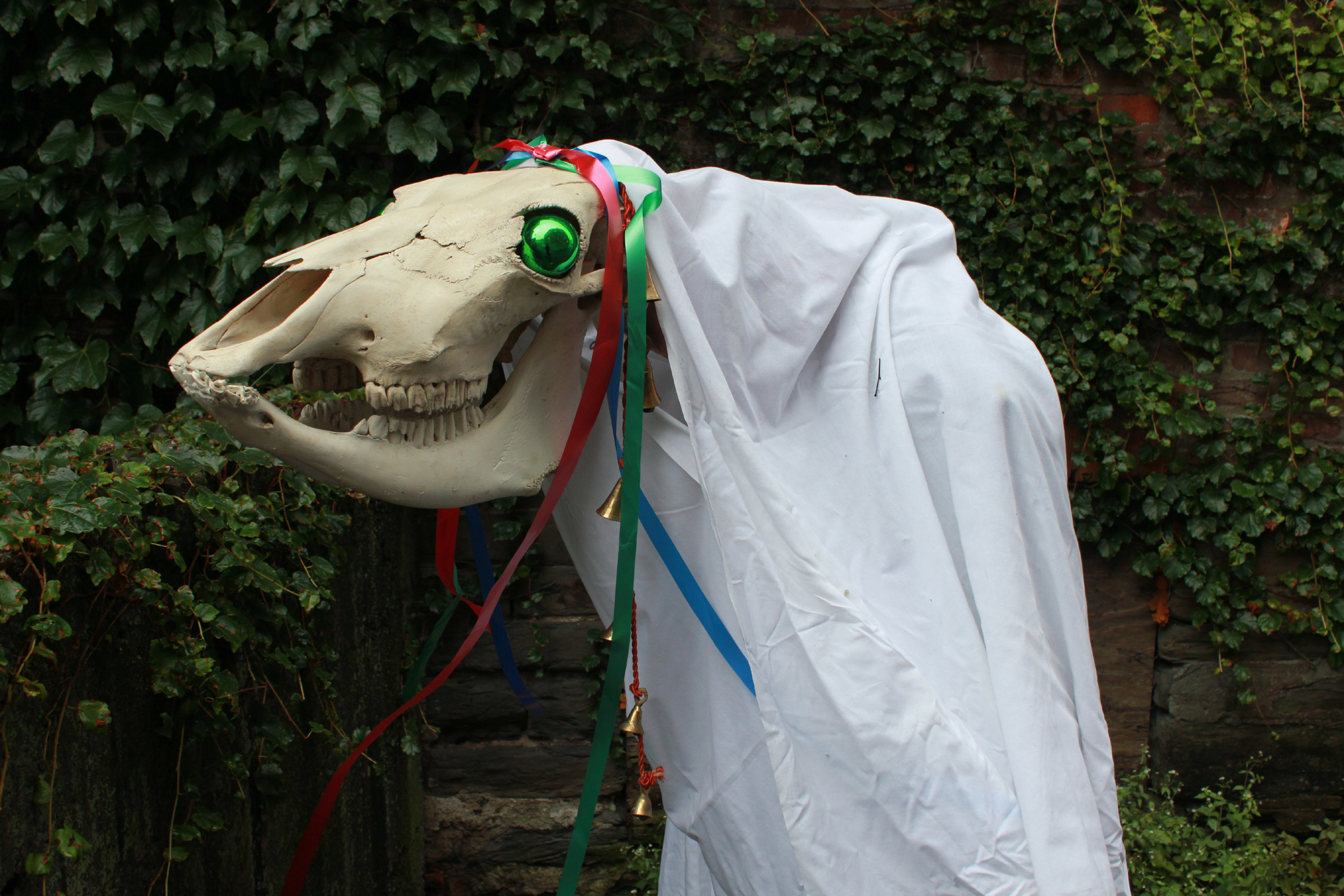
Un photo de Mari Lwyd traditionnel

La Mari Lwyd ou Y Fari Lwyd (nom gallois interprété en anglais en Holy Mary, c'est-à-dire « Marie bénie, la Sainte Vierge », ou en Grey Mare, la « Jument Grise » selon les croyances) est une tradition galloise qui célèbre la nouvelle année, bien qu'on puisse la rencontrer pendant une longue période qui va de Noël au 5 janvier (12 jours après Noël). La coutume, censée porter chance, est d'accompagner la jument (un volontaire déguisé) d'un foyer à l'autre, pubs inclus, et de chanter pour les propriétaires dans l'espoir d'être admis à leur table, nourriture et boisson à la clé.

## La créature
La Mari Lwyd elle-même est traditionnellement constituée d'un crâne de cheval (parfois remplacé par une reproduction en bois ou papier mâché) décoré de rubans et fixé à un bâton, l'arrière du crâne drapé d'une étoffe blanche qui masque aussi bien le bâton que celui qui le tient. La mâchoire est parfois articulée et actionnée à l'aide d'une ficelle, et les orbites ornées de morceaux de verre ou d'autres objets brillants pour représenter les yeux.

## La cérémonie
La cérémonie commence généralement au crépuscule et se poursuit jusque tard dans la nuit. La Mari Lwyd et sa compagnie (cinq ou six hommes, dont un Meneur) s'arrêtent devant une maison et chantent leur requête d'être admis à l'intérieur ; les habitants improvisent à leur tour une chanson pour donner les raisons de leur refus ; la compagnie chante un second couplet, les habitants y répondent à nouveau avec de nouvelles excuses et ainsi de suite jusqu'à ce qu'ils soient à court d'arguments. Ils les reçoivent alors et leur fournissent un repas et de la bière. Il n'est pas exclus que la Mari Lwyd et sa compagnie perdent la confrontation et doivent aller voir ailleurs, mais étant donné  que sa présence dans la maison est supposée porter chance pour l'année, cet événement reste assez rare.
Une fois à l'intérieur, la jument grise effraie les enfants en hennissant et en faisant claquer ses mâchoires tandis que son Meneur tente de la retenir.